# Travemünder Woche

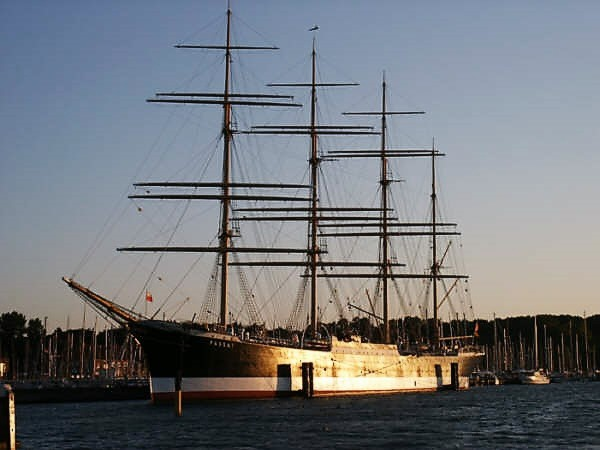
Die Viermastbark Passat vertäut gegenüber dem Clubhaus des Lübecker Yacht Clubs

Die Travemünder Woche ist eine Serie von Segelregatten. Die internationale Regatta wird vom Lübecker Yacht-Club zusammen mit dem Norddeutschen Regattaverein und dem Hamburger Segel-Club sowie der Stadt Lübeck alljährlich auf der Lübecker Bucht vor Travemünde veranstaltet. Sie findet meist Ende Juli statt und ist nach der Kieler Woche die zweitgrößte Regattaserie der Welt.

## Geschichte
Entstanden ist die Travemünder Woche 1889, als die Hamburger Kaufleute Hermann Wentzel und Hermann Dröge vor Travemünde um die Wette segelten. Der Sieger erhielt eine Flasche Lübecker Rotspon. Die Regatten beim Travemünder Rennen waren einst durch Hermann Fehlings, seinerzeit Vorsitzender des Lübecker-Yacht-Clubs, ins Leben gerufen worden. Im Jahre 1899 bildete es den Abschluss der Kieler Woche. Seit 1898 wurde die Regattaserie unter der Federführung des LYCs – lediglich durch die beiden Weltkriege und später durch Corona unterbrochen – ausgerichtet.
Für die Jahre 1914 bis 1919 gibt es keine Aufzeichnungen zur Travemünder Woche. Sie ist offenbar ausgefallen. 1920 fand die erste Veranstaltung nach dem Ersten Weltkrieg statt. Auch in den Jahren 1933 und 1934 wurde die Regattaserie gestrichen. 1940 und 1941 fanden Travemünder Kriegsregatten statt, jedoch war der Veranstaltungsplan den Travemünder Wochen ähnlich. 1942 und 1943 wurden die Veranstaltungen an einem Wochenende abgehalten. Erst 1948 wurde die nächste Travemünder Woche veranstaltet und findet in der Regel jährlich statt.
Seit 2004 wird der Rotspon-Cup wieder ausgetragen. Dabei tritt der Lübecker Bürgermeister gegen Bürgermeister anderer Städte an. Bernd Saxe unterlag 2008, 2009 und 2010 Ole von Beust und dem Lübecker Professor Peter Dominiak. 2011 siegte die Crew von Bernd Saxe gegen die Crew Torsten Albigs, der zum ersten Mal segelte.
2.600 aktive Segler aus 37 Nationen feierten 2006 die 117. Travemünder Woche, es wurden etwa 350 Wettfahrten in 32 Bootsklassen ausgetragen.
Die 122. Travemünder Woche fand vom 22. bis 31. Juli 2011 statt und wurde zugleich als Europa- oder Weltmeisterschaft für einige Bootsklassen ausgetragen. Drei Jahre später wurde die 125. Travemünder Woche im Zeitraum 18. bis 27. Juli 2014 abgehalten.
Eine Auswahl teilnehmender Bootsklassen:
420er, 470er, 505er, Contender, Dyas, Drachen, Europe, FD, Korsar, Folkeboot, Formula 18, Forty Niner, Laser, Pirat, Sportboot Klasse, Sprinta Sport, Streamline, Tornado, J/24, Bénéteau 25, 29er, 18-Footer, Javelin, Skiff Open, Trias, J/22, O-Jolle, IMS
In der Klasse Folkeboot fand der Goldpokal, die inoffizielle Weltmeisterschaft dieser Klasse, insgesamt neunmal während der Travemünder Woche statt, zuletzt 2011. Häufig werden in anderen Bootsklassen Deutsche, Europa- oder Weltmeisterschaften während der Travemünder Woche abgehalten. 2005 fand die Weltmeisterschaft in der Klasse Contender statt. 2014 wurden die Internationale Deutsche Meisterschaft in dieser Klasse während der Travemünder Woche ausgetragen.
Während der Veranstaltungswoche 2014 wurden weitere Meisterschaften in folgenden Klassen ausgetragen:
- Weltmeisterschaften: Yngling, Open Bic und 420er
- Europameisterschaften: International 14 und Tornado

Die Travemünder Woche des Jahres 2020 musste wegen der COVID-19-Pandemie abgesagt werden, erst im darauffolgenden Jahr konnte die Veranstaltung mit gewissen Einschränkungen insbesondere für das Landprogramm wieder stattfinden.

Gemäß des wiederaufgenommenen jährlichen Turnus wurde 2024 die 135. Travemünder Woche durchgeführt. Insgesamt 1.500 Aktive aus 27 Nationen meldeten 800 Boote an und in 22 Wettbewerben wurden zehn internationale Meisterschaften ausgetragen. Die Brüder Helge und Christian Sach aus Zarnekau in Holstein stellten mit dem 22. Travemünder-Woche-Erfolg einen neuen Rekord auf. Nach Angaben der Veranstalter hatten rund 600.000 Menschen die zehntägige Segelsport-Veranstaltung besucht, insgesamt waren die Besucherinnen und Besucher aber sparsamer als in den Vorjahren und wiederholt kam das Thema eines benötigten neuen Verkehrskonzeptes auf.

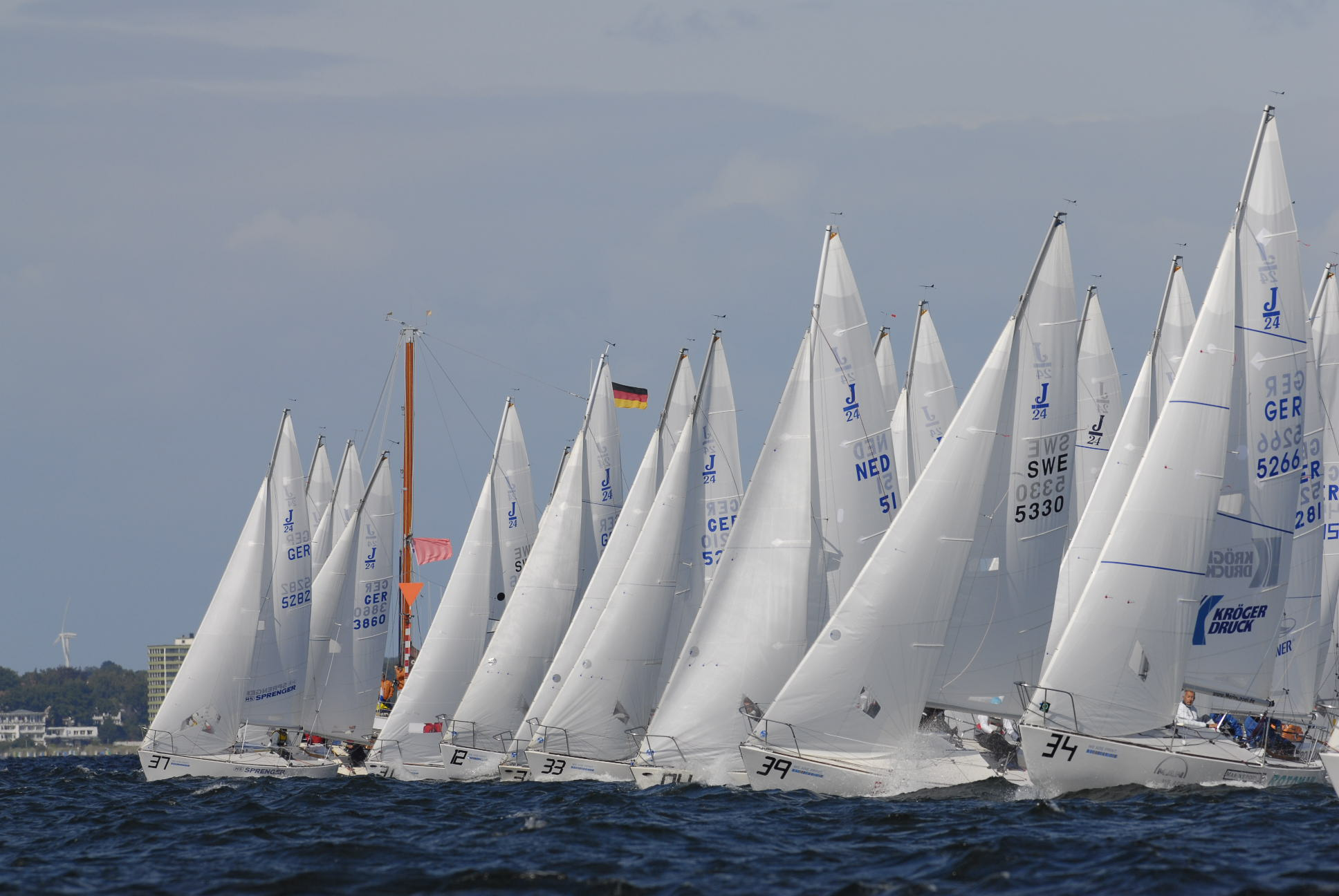
Start einer J/24-Regatta

## Bootsklassen
- Deutsche Meisterschaften: 505er, Contender und Dyas
- Deutsche Jugendmeisterschaften: Laser Radial und Laser 4.7

## Landprogramm
Das sportliche Großereignis wird landseitig durch ein Volksfest-Programm von Veranstaltungen zwischen Priwall und dem Mövenstein am Fuße des Brodtener Ufers für Sehleute und Kurgäste ergänzt. Gleichzeitig fand von 2002 bis 2007 auf dem Priwall die Sand World statt. Die Organisatoren erwarten für die Travemünder Woche bis zu eine Million Besucher am Ostseestrand.

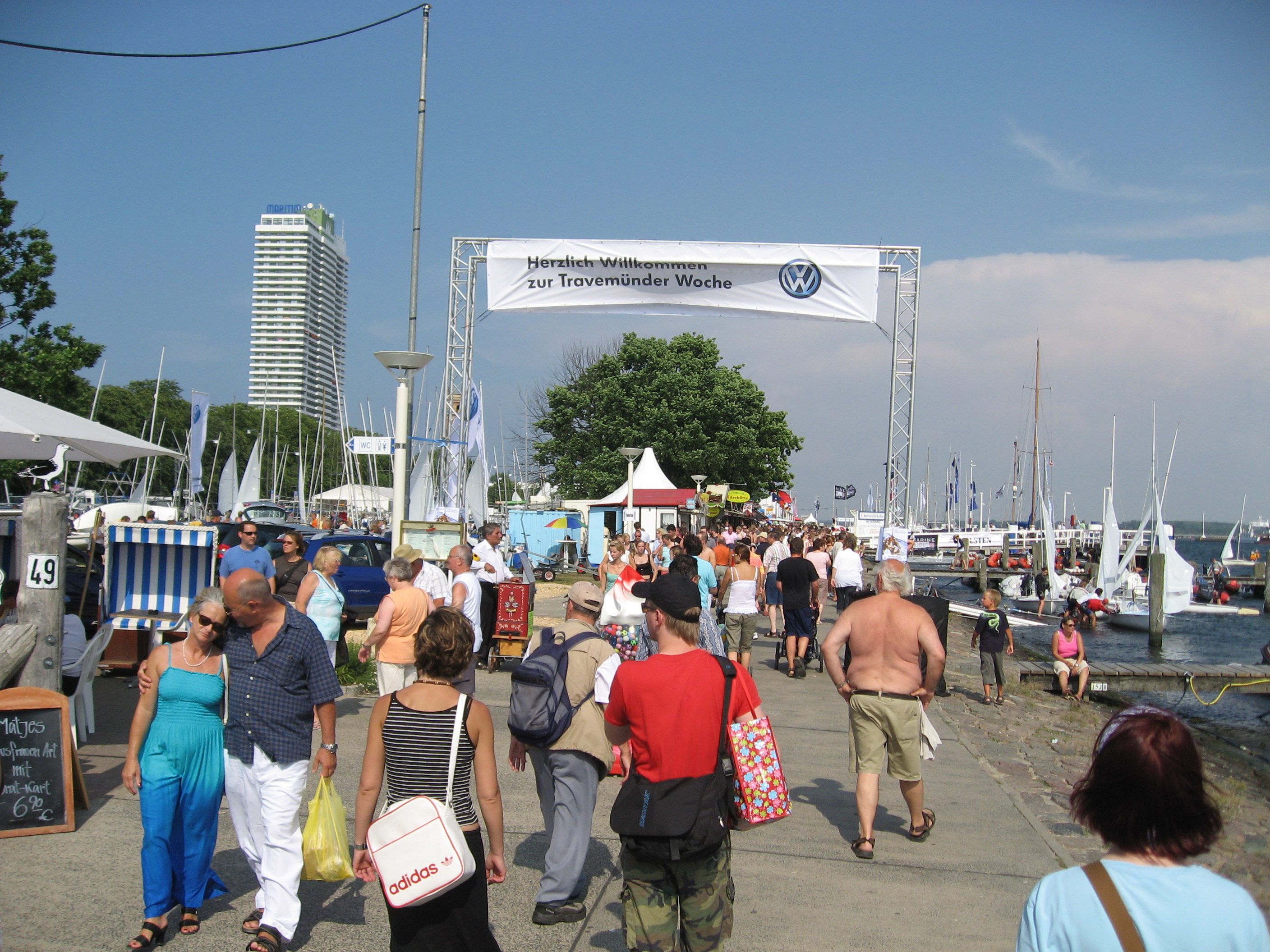
Travemünder Woche
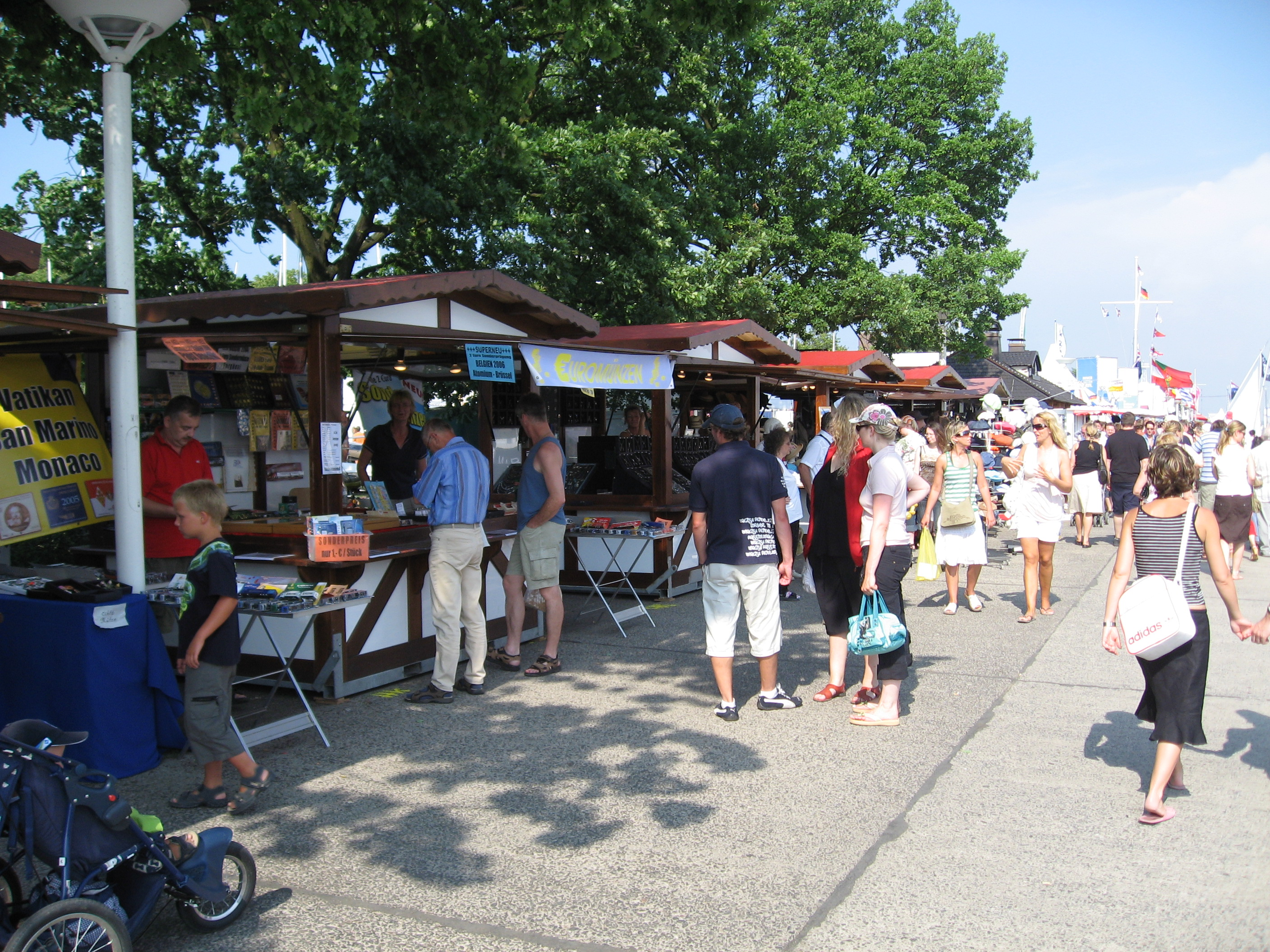
Travemünder Woche
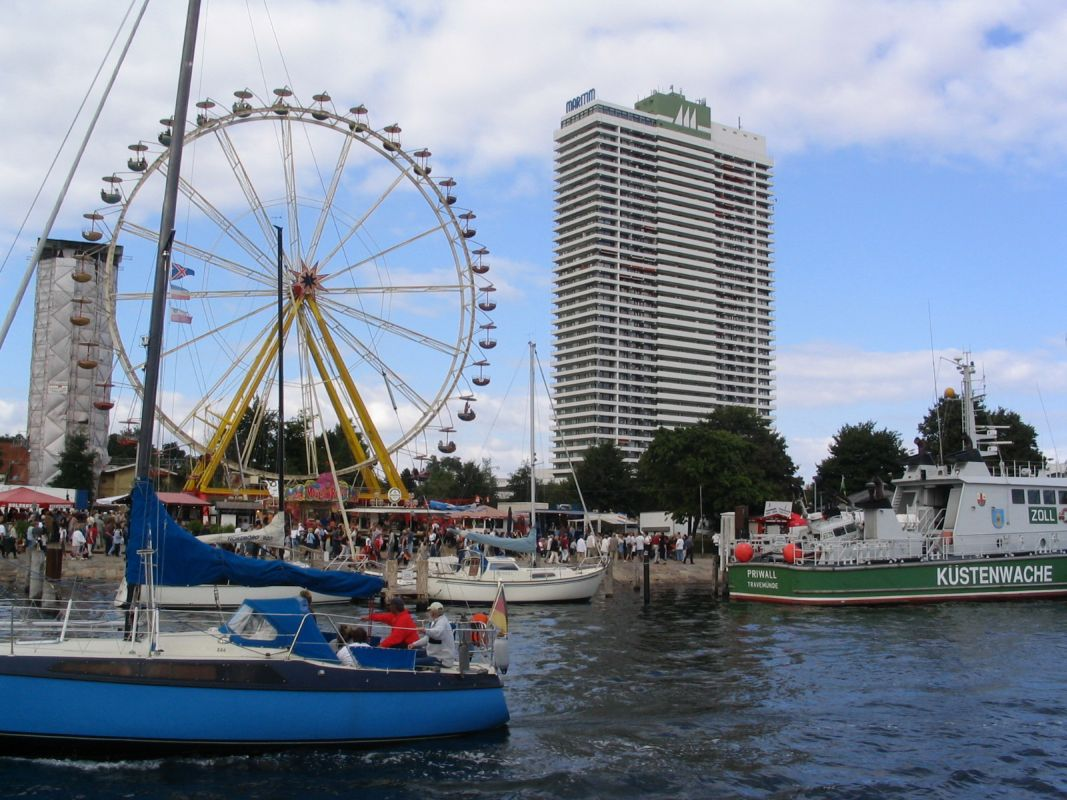
Travemünder Woche